# وینیفرد گلدرینگ
وینیفرد گلدرینگ (۱ فوریه ۱۸۸۸ – ۳۰ ژانویه ۱۹۷۱) یک دیرینه‌شناس آمریکایی بود که آثار او شامل توصیف استروماتولیت‌ها و همچنین مطالعه کریونوئیدهای دونین بود. او نخستین زنی بود که در ایالات متحده به‌عنوان دیرینه‌شناس ایالتی منصوب شد.

## اوایل زندگی و تحصیلات
گلدرینگ در کنوود، نیویورک به دنیا آمد. او دختر فردریک گلدرینگ، متخصص ارکیده در املاک اراستوس کورنینگ، و مری گری، معلم مدرسه محلی بود که پدرش سرپرست ارکیده‌ای بود که فردریک در آنجا کار می‌کرد. اندکی پس از آن، در سال ۱۸۹۰، گلدرینگ به همراه والدین و هفت خواهر و یک برادرش به سلینگرلندز، نیویورک نقل مکان کردند تا خانواده‌اش بتوانند یک کسب‌وکار گلخانه‌ای راه‌اندازی کنند.
گلدرینگ بیشتر عمر خود (۸۱ سال) را در خانه کودکی‌اش گذراند. او تمام عمرش را به تحصیلات و حرفه علمی اختصاص داد و به همین دلیل ازدواج نکرد. با این حال، او زمانی را صرف یادگیری ویولن کرد که صرفاً از روی علاقه به موسیقی بود.
تحصیلات گلدرینگ از مدرسه منطقه‌ای اسلینگرلند آغاز شد، و پس از گذراندن ۹ سال در آنجا، به مدرسه میلن در آلبانی، نیویورک رفت، جایی که در سال ۱۹۰۵ به‌عنوان دانش‌آموخته برجسته فارغ‌التحصیل شد. بین کلاس‌ها، او بیشتر وقت آزاد خود را در فضای باز می‌گذراند و علاقه و کنجکاوی خود را نسبت به سنگ‌های دونین زیرین پرورش داد.
پس از آن، او وارد کالج ولزلی، مدرسه‌ای برای زنان شد و در ابتدا در رشته زبان‌های کلاسیک تحصیل می‌کرد، اما بعداً علاقه‌اش به علوم شکل گرفت. او مدرک کارشناسی خود را در سال ۱۹۰۹ و کارشناسی ارشد را در سال ۱۹۱۲ دریافت کرد و همچنین در دانشگاه هاروارد در تحصیلات تکمیلی شرکت کرد. تحصیلات خود را در دانشگاه جانز هاپکینز در سال ۱۹۲۱ به پایان رساند.

## پیشه حرفه‌ای
گلدرینگ اولین بار حرفه خود را به‌عنوان استاد زمین‌شناسی در ولزلی کالج، دانشگاه پیشین خود، آغاز کرد و همچنین در مدرسه معلمان علوم در بوستون مشغول به کار شد. در سال ۱۹۱۲، او به موزه ایالت نیویورک پیوست و به‌عنوان کارشناس علمی در زمینه دیرینه‌شناسی فعالیت کرد.
در موزه ایالت نیویورک، او به‌عنوان کارشناس علمی استخدام شد و در نمایشگاه‌ها و دیوراماهای دیرینه‌شناسی بی‌مهرگان تخصص داشت. در اینجا، او به‌طور موفقیت‌آمیزی داده‌های مطالعه ناتمام همکاری دربارهٔ کریونوئیدهای دونین را جمع‌آوری و سازمان‌دهی کرد.
در سال ۱۹۱۶، رئیس او در موزه ایالت نیویورک از او خواست تا کار بر روی مطالعه فسیل‌های کریونوئیدها را ادامه دهد، مطالعاتی که پیشتر توسط چندین دیرینه‌شناس دیگر آغاز شده بود اما تکمیل نشده بود. او وظیفه داشت که دسته‌بندی‌های مختلف فسیل‌های کریونوئیدها را شناسایی کند.
او نه‌تنها این مطالعه را در طی هفت سال به پایان رساند، بلکه از میان ۲۵ خانواده، ۶۰ جنس و ۱۵۵ گونه‌ای که ثبت کرد، ۲ خانواده جدید، ۱۸ جنس جدید و ۵۸ گونه جدید شناسایی کرد. بر اساس این شواهد، گلدرینگ به این نتیجه رسید که ساقه‌ها یک جنس جدید هستند و نام آن را ائوسپرماتوپریس نهاد. گلدرینگ یافته‌های خود را در یک تک‌نگاری در سال ۱۹۲۳ منتشر کرد.
این اثر چنان موفقیت‌آمیز بود که سایر دانشمندان و دیرینه‌شناسان نمونه‌های فسیلی خود را برای شناسایی به او ارسال کردند.
علاوه بر کریونوئیدهای دونین، گلدرینگ بسیاری از دیوراماهای دیگر را به موزه ایالت نیویورک اضافه کرد. باغ‌های دریای سنگی، سایت استروماتولیتی که او مطالعه کرد، به‌عنوان یک نماد طبیعی ملی و نماد تاریخی ملی ایالات متحده ثبت شده است. معروف‌ترین دیورامای او جنگل سرخس‌های دانه‌دار فسیلی زنده از دوره دونین را در مکانی که اکنون گیلبوآ، نیویورک است، بازسازی کرد.
این مدل واقعاً اعتبار او را به‌عنوان یک دیرینه‌شناس برجسته تثبیت کرد. این احتمالاً اولین دیورامای ساخته‌شده دربارهٔ زندگی اولیه بود.
این دیورامای مشهور به جنگل فسیلی گیلبوآ نام‌گذاری شد، براساس محل آن و همچنین فسیل‌هایی که گلدرینگ برای طراحی این دیوراما استفاده کرد.
در سال‌های ۱۸۵۰ و ۱۹۲۰ در گیلبوآ، نیویورک، به‌ترتیب چوب‌های سنگ‌شده و سنگ‌های فسیلی یافت شدند. گلدرینگ این فسیل‌ها را در سال ۱۹۲۰ مطالعه کرد و در نهایت آن‌ها را به‌عنوان فسیل‌های سرخس‌های دانه‌دار شناسایی کرد.
گلدرینگ نه‌تنها یک محقق برجسته بلکه یک آموزگار تأثیرگذار نیز بود. او علی‌رغم اختصاص بیشتر عمرش به موزه، دانش گسترده خود را برای فراتر رفتن از اهداف معمولی موزه به‌کار برد و راه‌هایی برای آموزش دیرینه‌شناسی به بازدیدکنندگان ابداع کرد.
به‌عنوان مثال، موفقیت او در مدل‌های زمین‌شناسی و نمایش‌های آموزشی به انتشار کتاب‌های متعدد دربارهٔ زمین‌شناسی منجر شد. برخی از این آثار حتی برای آموزش در سطوح بالاتر استفاده شدند.
او دو مدل زمین‌شناسی تحت عناوین «فسیل چیست؟» و «تشکیل زمین‌شناختی چیست؟» طراحی کرد که هدف آن‌ها آموزش اصول اولیه زمین‌شناسی بود.